# Antiga teoria quântica
A antiga teoria quântica é uma coleção de resultados dos anos 1900 a 1925 que antecede a moderna mecânica quântica. A teoria nunca foi completa ou auto-consistente, mas uma coleção de prescrições heurísticas que são tidas atualmente como as primeiras correções quânticas feitas à mecânica clássica.
A antiga teoria quântica sobrevive como uma técnica de aproximação na mecânica quântica, chamada de método WKB. Aproximações semi-clássicas foram um popular objeto de estudos nas décadas de 1970 e 1980.

## História
A antiga teoria quântica foi iniciada pelo trabalho de Max Planck na emissão e absorção de luz, e prosseguiu após o trabalho de Albert Einstein nos calores específicos dos sólidos. Einstein, seguido por Debye, aplicou princípios quânticos ao movimento de átomos, explicando a anomalia do calor específico.
Em 1913, Niels Bohr identificou o princípio da correspondência e o usou para formular um modelo para o átomo de hidrogênio que explicava o espectro de emissão. Nos anos seguintes Arnold Sommerfeld estendeu a regra quântica para sistemas integráveis arbitrários fazendo uso do princípio da invariância adiabática de números quânticos introduzido por Lorentz e Einstein. O modelo de Sommerfeld estava muito mais próximo à figura da moderna mecânica quântica do que o de Bohr.
Durante a década de 1910 e começo da década de 1920, muitos problemas foram atacados usando a antiga teoria quântica com resultados diversos. A rotação molecular e o espectro de vibração foram entendidos e o spin do elétron descoberto. Max Planck introduziu o ponto de energia zero e Arnold Sommerfeld quantizou semiclassicamente o átomo de hidrogênio relativístico. Hendrik Kramers explicou o efeito Stark. Bose e Einstein fizeram a estatística quântica certa para fótons.
Kramers deu a fórmula para calcular a probabilidade de transição entre estados quânticos em termos de componentes de Fourier de movimento, ideias que foram estendidas em colaboração com Werner Heisenberg para uma descrição semiclássica em forma de matriz das probabilidades de transição atômicas. Heisenberg reformulou toda a teoria quântica em termos de uma versão dessas matrizes de transição, criando a mecânica matricial.
Em 1924, Louis de Broglie introduziu a teoria ondulatória da matéria, que foi estendida para uma equação semiclássica para ondas de matéria por Einstein pouco tempo depois. Em 1926 Erwin Schrödinger encontrou uma função de onda completamente quântica, que reproduzia com acerto todos os sucessos da antiga teoria quântica sem ambiguidades e inconsistências. A mecânica ondulatória de Schorödinger se desenvolveu separadamente da mecânica das matrizes até que Schrödinger e outros provaram que os dois métodos previam as mesmas consequências experimentais. Paul Dirac provou em 1926 que ambos os métodos podem ser obtidos de um método mais geral chamado teoria da transformação.
A mecânica das matrizes e a mecânica ondulatória puseram um fim à era da antiga teoria quântica.

## Princípios básicos
A ideia básica da antiga teoria quântica é a de que o movimento em um sistema atômico é quantizado, ou discreto. O sistema obedece à mecânica clássica exceto que nem todo movimento é permitido, apenas aqueles que obedecem a antiga condição quântica:
{\displaystyle \int p_{i}dq_{i}=n_{i}h}
onde os {\displaystyle p_{i}} são os momentos do sistema e os {\displaystyle q_{i}} são as coordenadas correspondentes. O números quânticos {\displaystyle n_{i}} são inteiros e a integral é tomada ao longo de um período do movimento. A integral é uma área no espaço de fase, que é a quantidade chamada ação, que é quantizada em unidades da constante de Planck. Por essa razão, a constante de Planck era frequentemente chamada de quantum de ação.
Para as antigas condições quânticas fazerem sentido, o movimento clássico deve ser separável, indicando que existem coordenadas separadas {\displaystyle q_{i}} em termos das quais o movimento é periódico. Os períodos dos diferentes movimentos não têm que ser os mesmos, eles podem ser até mesmo imensuráveis, mas deve haver um conjunto de coordenadas onde o movimento se decompõe em uma maneira multi-periódica.
A motivação da antiga condição quântica era o princípio da correspondência, complementado pela observação física de que as quantidades que são quantizadas devem ser invariantes adiabáticas. Dada a regra da quantização de Planck para o oscilador harmônico, qualquer das condições determina a quantidade clássica correta para quantizar em um sistema geral até uma constante aditiva.

## Ondas de De Broglie
Em 1905, Einstein percebeu que a entropia dos osciladores eletromagnéticos quantizados dentro de uma caixa é, para pequenos comprimentos de onda, igual à entropia de um gás de partículas pontuais na mesma caixa. O número de partículas pontuais é igual ao número de quanta. Einstein concluiu que os quanta eram objetos localizáveis, partículas de luz, e os chamou de fótons.
Ele então concluiu que a luz tem atributos tanto de onda como de partícula, mais precisamente, que uma onda eletromagnética estacionária com frequência {\displaystyle \omega } com energia quantizada:
{\displaystyle E=n\hbar \omega \,}
deve ser pensado como consistindo de n fótons, cada um com energia {\displaystyle \scriptstyle \hbar \omega }. Einstein não conseguiu descrever como os fótons eram relacionados à onda.
Os fótons têm momento assim como energia, e o momento tinha que ser {\displaystyle \scriptstyle \hbar k} onde {\displaystyle k} é o número de onda da onda eletromagnética. Tal condição é necessária para a relatividade, pois o momento e a energia formam um quadrivetor, assim como fazem a frequência e o número de onda.
Em 1924, como um candidato a PhD, Louis de Broglie propôs uma nova interpretação à condição quântica. Ele sugeriu que toda matéria, elétrons, assim como fótons, são descritos por ondas obedecendo as relações:
{\displaystyle p=\hbar k}
Ele então percebeu que a condição quântica:
{\displaystyle \int pdx=\hbar \int kdx=2\pi \hbar n}
conta a mudança de fase para a onda enquanto ela viaja ao longo da órbita clássica, e requer que ele seja um múltiplo inteiro de {\displaystyle 2\pi }. Expressado em comprimentos de onda, o número de comprimentos de onda ao longo da órbita clássica deve ser um inteiro. Essa é a condição para interferência construtiva, e explicou a razão para as órbitas quantizadas - as ondas de matéria geram ondas estacionárias apenas a frequências discretas, com energias discretas.
Por exemplo, para uma partícula confinada em uma caixa, uma onda estacionária deve ter um número inteiro de comprimentos de onda entre o dobro da distância entre as paredes. A condição torna-se:
{\displaystyle n\lambda =2L\,}
de forma que os momentos quantizados são:
{\displaystyle p={\frac {nh}{2L}}}
reproduzindo os antigos níveis quânticos de energia.
Einstein deu um tratamento mais matemático a esse desenvolvimento, percebendo que a função de fase para as ondas: {\displaystyle \theta (J,x)} em um sistema mecânico deve ser identificado com a solução para a equação de Hamilton-Jacobi, uma equação que até mesmo Hamilton considerava como um limite pequeno de comprimento de onda da mecânica ondulatória.
Essas ideias levaram ao desenvolvimento da equação de Schrödinger.